# إل باييس
جريدة إلبايس (بالإسبانية: El País) وتعني البلد، جريدة يومية ناطقة بالإسبانية تصدر من مدريد وتدور من النسخ ما متوسطه 391,816 نسخة يوميا. وللصحيفة عدة مكاتب موزعة في إسبانيا في بلنسية واشبيلية وبلباو وسانتياغو دي كومبوستيلا وبرشلونة إضافة لمقرها الرئيس في مدريد. وتصدر الصحيفة طبعة دولية توزع في أمريكا اللاتينية. وتعود ملكية الصحيفة إلى مجموعة باريسا الشركة الإعلامية الأضخم في البلاد. وصحيفة البايس إحدى صحف العالم الخمس التي تتعاون مع ويكيليكس في تسريب البرقيات الدبلوماسية للولايات المتحدة الأمريكية جنبا إلى جنب مع الغارديان البريطانية ودير شبيغل الألمانية ولوموند الفرنيسة ونيويورك تايمز الأمريكية.

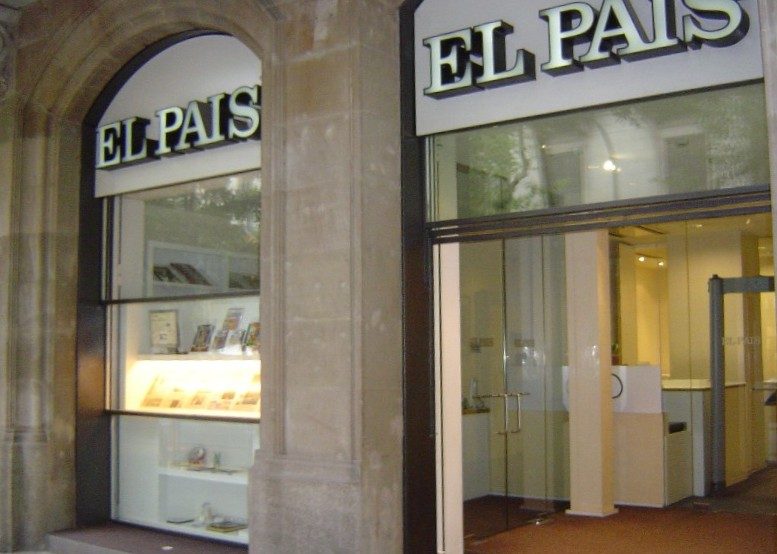
مكتب صحيفة البايس في برشلونة.

## وصلات خارجية
- إل باييس على موقع الموسوعة البريطانية (الإنجليزية)

1. ↑  وصلة مرجع: https://rodas5.us.es/items/f301996d-d5cf-4405-af6c-43a302bdc841/2/viewscorm.jsp?.vi=file.
2. ↑  وصلة مرجع: http://www.ieco.clarin.com/empresas/Pais-venden-mayoria-EEUU-compania_0_219578066.html.
3. ↑  وصلة مرجع: https://elpais.com/comunicacion/2021-07-27/pepa-bueno-nueva-directora-de-el-pais.html. الوصول: 14 يناير 2024.
4. ↑  وصلة مرجع: http://2018.outdor.fr/les-laureat%C2%B7e%C2%B7s-2018/.
5. ↑  وصلة مرجع: https://portal.issn.org/resource/issn/1576-3757.
6. ↑  وصلة مرجع: https://portal.issn.org/resource/issn/1134-6582.
7. ↑  أرقام مكتب متابعة التوزيع لسنة 2009 [وصلة مكسورة] نسخة محفوظة 22 سبتمبر 2012 على موقع واي باك مشين.